# ボンド・ストリート駅
ボンド・ストリート駅（ボンド・ストリートえき、英語: Bond Street station）はロンドン地下鉄セントラル線とジュビリー線及びエリザベス線の駅である。オックスフォード・ストリートとニュー・ボンド・ストリートの交差点の下に駅はあるが、駅出入口はニュー・ボンド・ストリートから200メートルほど離れた、オックスフォード・ストリートとデーヴィース・ストリートの交差点にあるウエスト・ワン・ショッピングセンター内にあることに注意を要する。
当駅はセントラル線マーブル・アーチ駅とオックスフォード・サーカス駅の間、ジュビリー線ベイカー・ストリート駅 とグリーン・パーク駅の間にあり、トラベルカード・ゾーン1に含まれる。

## 歴史
ボンド・ストリート駅は1900年9月24日にセントラル・ロンドン鉄道（後のセントラル線の一部）によって設置された。駅の開設はセントラル線開業の3か月後である。駅の地上建造物は他のセントラル・ロンドン鉄道の駅同様建築家ハリー・ベル・メジャーズによって設計された。ボンド・ストリート駅はセントラル・ロンドン鉄道の当初計画には含まれておらず、代わりにデーヴィース・ストリートへの駅設置が計画されていた。
1909年、ハリー・セルフリッジは当駅西側に建設されるセルフリッジ・デパートに直結する地下道を設け、駅名を「セルフリッジズ」に改称することを提案したが、猛反対によって断念している。
当駅では数次にわたる改修工事が行われている。1回目の工事ではエレベーターが撤去されてエスカレーターが設置され、半地下の出札口とチャールズ・ホールデン設計によるファサードが設けられ、1926年6月8日に供用を開始した。このファサードは1980年代にウエスト・ワン・ショッピングセンターの建設によって解体されたが、駅東側の入り口に遺構が残っている。1979年にはジュビリー線乗り入れに伴う改修が行われた。
2007年には近代化工事が行われ、1980年代の改修でセントラル線のホームに設けられた壁画が撤去された。壁画の跡は白いタイルが貼られ、1980年代開設の他の駅とよく似た姿になっている。
2022年10月24日にクロスレール・エリザベス線のボンド・ストリート駅が開業した。

## バス路線
ロンドンバス2、6、7、10、13、23、30、73、74、82、94、98、137、139、159、189、274、390の各系統と、深夜バスN2、N7、N13、N73、N98、N207が当駅を経由する。

## 駅周辺施設
- ボンド・ストリート（英語版）
- カーリジズ（英語版）ホテル
- ハンデル・ハウス博物館（英語版）（ブルックストリート（英語版））
- ウォレス・コレクション（マンチェスター・スクエア（英語版））
- ウィグモア・ホール（ウィグモア・ストリート（英語版））
- アメリカ大使館（英語版）（グロヴェノア・スクエア（英語版））

## ギャラリー

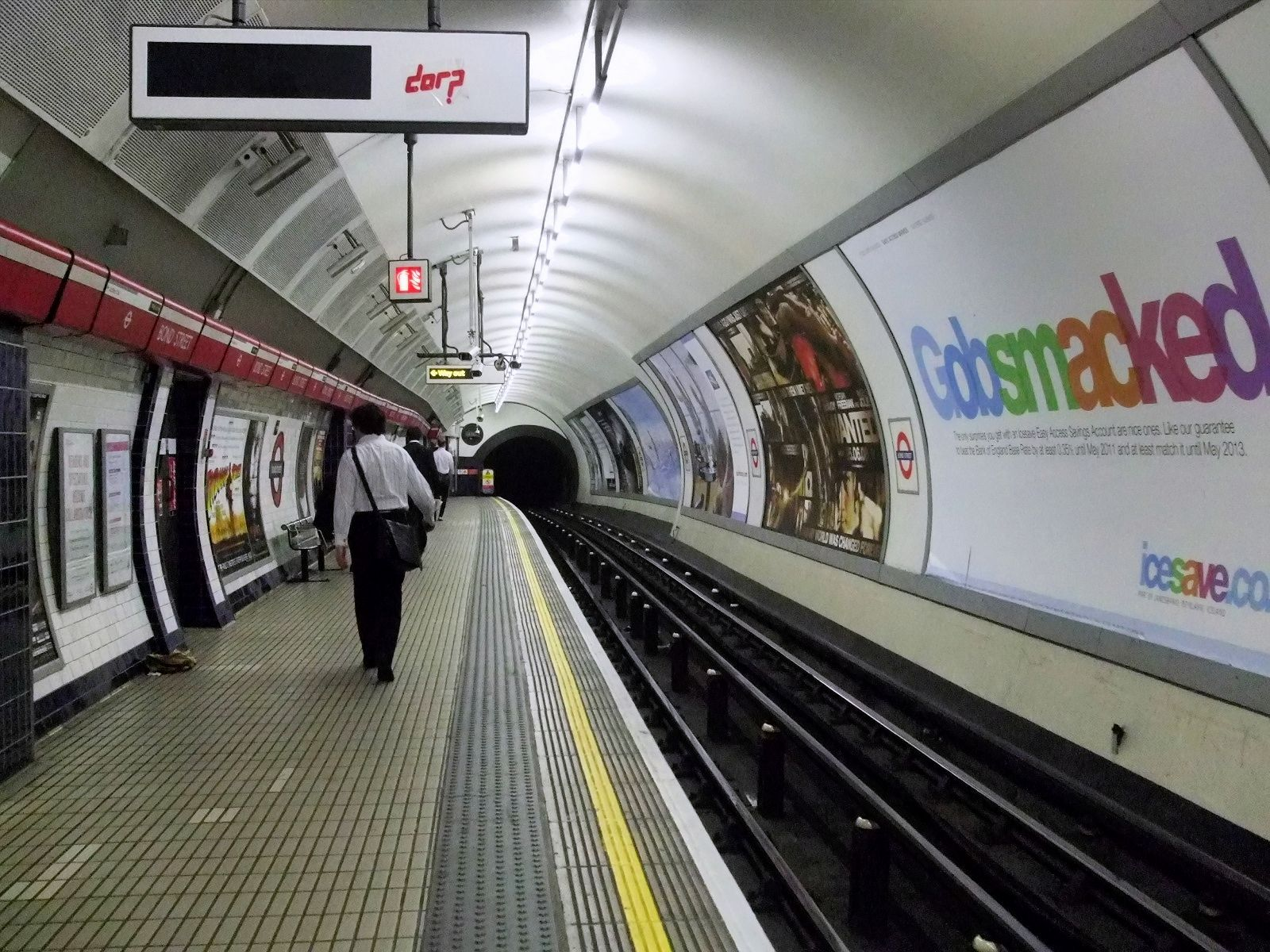
セントラル線西行ホーム。東を向いて撮影
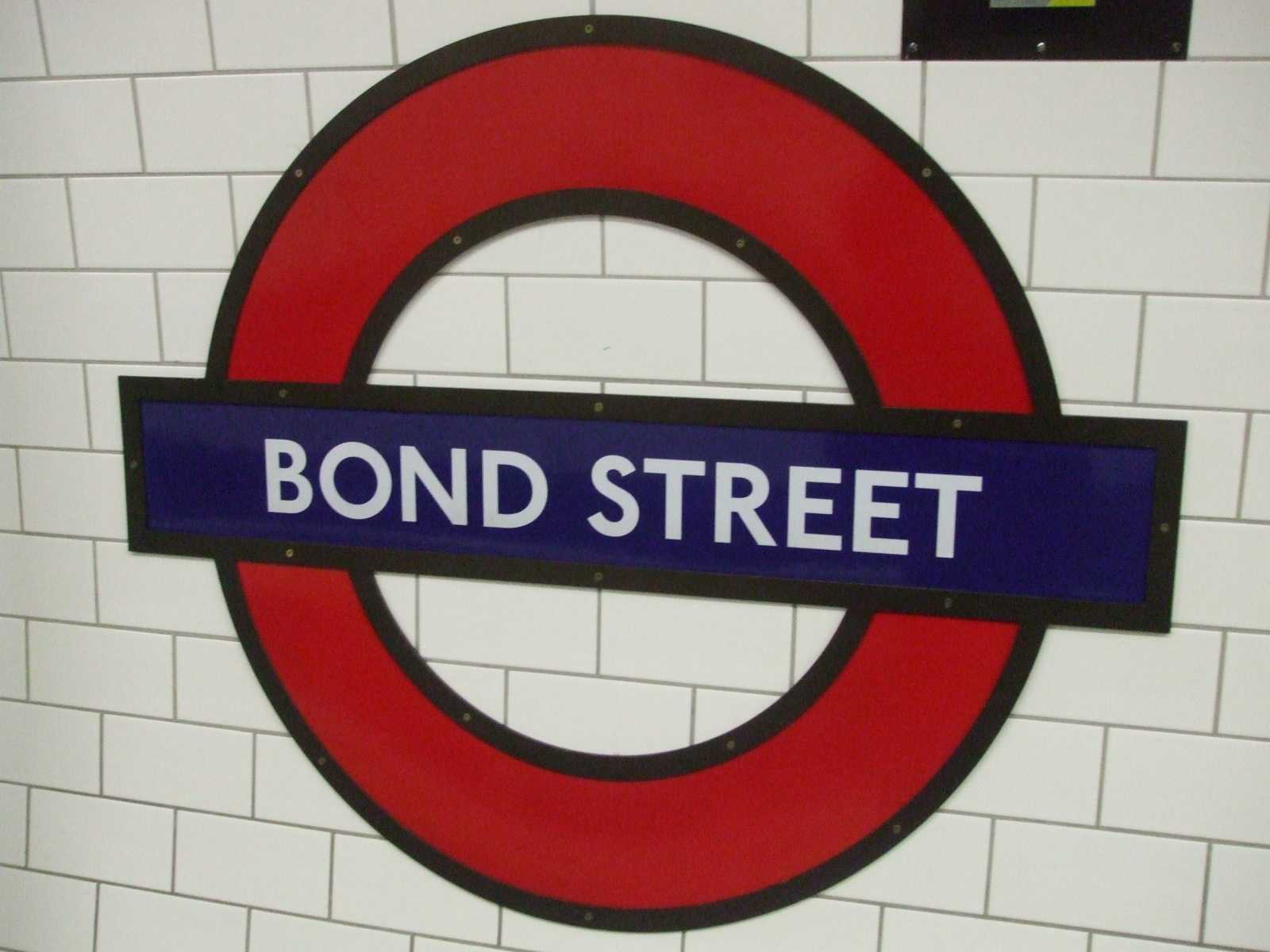
セントラル線西行ホームの駅名標
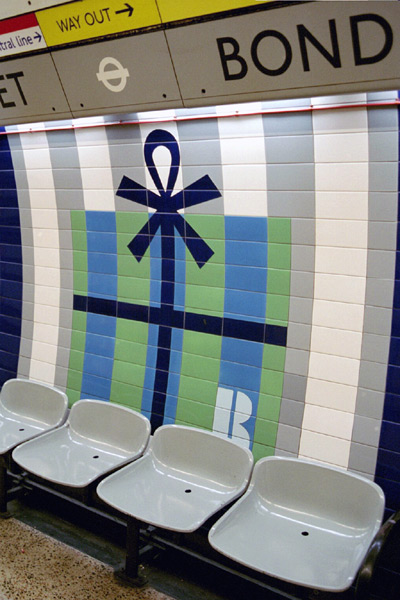
ジュビリー線ホームのタイル模様

## 隣の駅
ロンドン交通局
ロンドン地下鉄
■セントラル線
マーブル・アーチ駅 - ボンド・ストリート駅 - オックスフォード・サーカス駅
■ジュビリー線
ベーカー・ストリート駅 - ボンド・ストリート駅 - グリーン・パーク駅
クロスレール
■エリザベス線
パディントン駅 - ボンド・ストリート駅 - トテナム・コート・ロード駅